# Prionurus biafraensis
Prionurus biafraensis és una espècie de peix pertanyent a la família dels acantúrids.

## Descripció
- Pot arribar a fer 20 cm de llargària màxima (normalment, en fa 15).
- Presenta dues franges pàl·lides al cap.[5][6]

## Hàbitat
És un peix marí, demersal i de clima tropical.

## Distribució geogràfica
Es troba a l'Atlàntic oriental: el golf de Guinea i des del cap Lopez (el Gabon) fins a Pointe-Noire (república del Congo) i l'illa de São Tomé.

## Observacions
És inofensiu per als humans.